# اهورا (کمیک)
اهورا (به انگلیسی: Ahura) یک شخصیت تخیلی و ابرقهرمانانه در کتاب‌های کامیک می‌باشد. این کاراکتر به دست ان نوسنتی و برت بلویس خلق شده و در رمان نگاره‌ای مارول: ناانسان‌ها (۱۹۸۸) معرفی شد.
جدا از کتاب‌های کامیک، شرکت مارول از اهورا در دیگر کالاهای خود از جمله پوشاک، اسباب‌بازی، ورق بازی، انیمیشن‌های تلویزیونی و بازی‌های رایانه‌ای استفاده کرده‌است.